# 聖盧卡斯島
聖盧卡斯島是哥斯達黎加的島嶼，由蓬塔雷納斯省負責管轄，面積約4.6平方公里，該島以前是用來囚禁該國最危險的囚犯，在2008年被劃入國家公園範圍。
09°56′24.28″N 84°54′15.24″W / 9.9400778°N 84.9042333°W